# Black Holes & Time Warps
Black Holes & Time Warps: Einstein's Outrageous Legacy är en populärvetenskaplig bok av fysikern Kip Thorne, utgiven 1994. Boken ger en illustrerad översikt av historien och utveckling av svarta hål teorin, från dess rötter i Newtons mekanik fram till början av 1990-talet. Boken innehåller ett förord av Stephen Hawking och en introduktion av Frederick Seitz.